# Пастир Герми

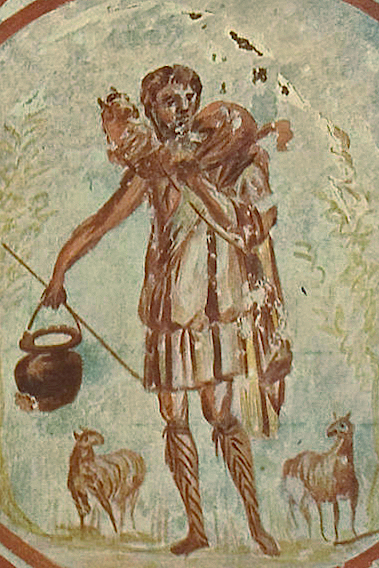
Пастир Герми, або Добрий Пастир, 3-тє століття, Римські катакомби.

«Пастир Герми» інколи: «Пастир Єрми» (грец. Ποιμήν του Ερμά; івр. רועה הרמס; або по-простому: «Пастир») — християнський літературний твір другого століття, якого ряд ранніх Отців церкви, як-от наприклад Іреней Ліонський, відносили до канонічних писань Нового Заповіту.
«Пастир Герми» користувався великим авторитетом у другому та третьому століттях та був однією з найпопулярніших книг у християнській церкві протягом другого, третього та четвертого століть. Хоча ранні християни ставилися до «Пастиря Герми» з великою пошаною, проте вони не вважали цей твір рівною парою скажімо Об'явленню Святого Йоана Богослова, але більш апокрифічним писанням. Проте Синайський кодекс (IV ст.) відніс його до Апокрифів, а Клермонтський кодекс (VI ст.) перелічує цю книгу між Діями Святих Апостолів та Діями Апостола Павла. 
Головна постать твору — Герма (апостол від 70-ти), колишній раб, якому Бог посилає різноманітні видіння. Зі згадки про римського папу Климента 1-го, можна припустити що твір було написано між 88 та 97 рр. Перше видіння трапилося Гермі, коли він був в дорозі до м. Куми (Греція).
Твір складається з 5 видінь, 12 наказів, та 10 притч. Написаний в алегоричному стилі з особливою увагою до Церкви, яка у видіннях представляється як Діва та Біла вежа посеред морських вод. Писання закликає християн до покаяння у гріхах, якими вони завдають ран собі та Церкві. У творі Гермі з'являється також ангел покаяння Сегрі. 
Книга написана в Римі, грецькою мовою але відразу ж було зроблено і латинський переклад. Саме латинська версія збереглася повністю; у грецькому оригіналі бракує п'ятої частини.